# Rui Horta
Rui Horta OIH (Lisboa, 20 de Abril de 1957) é um coreógrafo e bailarino português, Prémio Almada (2003), na área da dança.

## Biografia
Rui Horta começou a dançar aos dezassete anos nos Cursos de Bailado do Ballet Gulbenkian, com Jorge Salavisa e Wanda Ribeiro da Silva.
Em 1977 funda o Grupo Experimental de Dança Jazz, e no ano seguinte vai para Nova Iorque onde terminou a sua formação em Dança, ensinou e foi intérprete durante vários anos.
Em 1984 regressa a Portugal e entre esse ano e 1987 fundou e dirigiu a Companhia de Dança de Lisboa, e a Escola de Dança Rui Horta (no edifício dos Bombeiros Voluntários Lisbonenses), sendo um dos principais agentes no desenvolvimento de uma nova geração de bailarinos e coreógrafos portugueses.
Em 1988 sai da Companhia de Dança de Lisboa e funda o colectivo Rui Horta & Friends, para o qual cria Linha (com Carlota Lagido, Francisco Camacho, Paulo Ribeiro e Clara Andermatt, entre outros), e no ano seguinte Interiores. Com estas duas obras, realizou as suas primeiras digressões pela Europa.
Foi então (1990) convidado a fundar o S.O.A.P. Dance Theatre Frankfurt, companhia residente no Künstlerhaus Mousonturm, em Frankfurt. Com o S.O.A.P. criou seis programas: Long time before the end, Made to Measure, Domestic Arrangements,Object Constant, Glass/Short stories of fools e Khora, que estiveram em digressão por todo o mundo, em alguns dos mais importantes festivais e teatros, tais como: Festival Steps (Zurique); Festival The Turning World, no Place Theatre (Londres); Festival International de Nouvelle Danse (Montréal), Festival Dancin' City (Copenhaga); International Theater Festival (Tóquio); Tanz im August (Berlim); Vooruit (Gent); The Joyce Theater (Nova lorque); Harbourfront Centre (Toronto); Moskojew Theater (Moscovo); Maison de la Danse (Lyon); bem como no Thêatre de la Ville (Paris) que viria a co-produzir o seu trabalho ao longo de uma década.
Desde 1998, ano em que criou o colectivo Rui Horta Stageworks (resultando da sua produção como freelance), até 2000, Rui Horta trabalhou em Munique, como coreógrafo residente no Muffathalle. Para este novo projecto criou, Bones & Oceans (solo com o actor e bailarino Anton Skrzypiciel (1998), e duas novas produções colectivas: Zeitraum (1999) e Blindspot (2000).
Em Agosto de 2000,  regressou a Portugal, com a sua mulher de então, Pia Kraemer, e os seus três filhos,  instalando-se em Montemor-o-Novo onde estabeleceu um centro multidisciplinar de pesquisa e criação, O Espaço do Tempo, sediado no Convento da Saudação. Paralelamente (até 2002), foi Artista Associado à Maison de la Culture de Bourges.
Durante os anos seguintes, as suas criações foram apresentadas intensamente por todo o mundo, particularmente as peças Pixel (2001), LP (2004), SetUp (2005) e Scope (2007). 
Durante a temporada de 2009/2010 foi artista associado ao Centro Cultural de Belém, Lisboa (Talkshow, em 2009 e Lágrimas de Saladino e Local Geographic, 2010), tendo igualmente encenado o espectáculo 4’33’’ (Tributo a John Cage), com o Remix Ensemble/Casa da Música, Porto (2010). Ainda na Casa da Música, apresentou em 2012 Danza Preparata, sonatas e interlúdios de John Cage, com a bailarina Silvia Bertoncelli e o pianista Rolf Hind, obra que circulou intensamente por toda a Europa.
No âmbito do ensino, foi, nos anos 80 e 90, professor convidado no Laban Centre e na London Contemporary Dance School, ambos em Londres; nos Conservatórios de Paris e Lyon; na Perridance e na Steps (Nova lorque), entre outros.
Dirigiu vários projectos de formação avançada, tais como o SiWiC, em Zurique (1998), The Coaching Project 2000, em Düsseldorf, o Colina – Collaborations In Arts, em Montemor-o-Novo (em 2003 e 2004) e Tryangle (2011).
Ensinou desenho de luz em várias ocasiões, como por exemplo em Moscovo e Salvador da Bahia, a convite do Instituto Goethe.
Como coreógrafo, encenador, desenhador de luz e cenógrafo, criou obras para diversas companhias de reportório, tais como Hereux de s’asseoir, para o Ballet du Grand Théâtre de Genève (1997), Flat Space Moving, para o Cullberg Ballet (1997); Garden, para o Nederlands Danstheater(1999);  Olakala, para a Companhia de Novo Circo francesa Les Arts Sauts (2003),  Polar Sequences, para a Random Dance (2003), Pocket Ocean (2004) e Happy New Year (2006) para a Icelandic Dance Company; Mute,  para o Scottish Dance Theatre (2006), Can you see me? (2006),para a Phoenix Dance Company , Great Originals, para o Staats Theater Nurenberg(2007), Stream, para a Malmö Opera (2007), Einstein Dreams, para o  Ballet da Ópera de Gotenburgo (2010), etc...
Remontou diversas peças suas para várias companhias internacionais, como a Opéra de Marseille (Flat Space Moving,1999), Noordans (Ordinary Events e Nest), Statts Theater Giessen (Diving, Ordinary Events e Khora), Icelandic Dance Company ( Diving, Ordinary Events), Carte Blanche (Ordinary Events, Diving e Object Constant), o Ballet Opera de Dortmund e Ballet Opera de Linz (Wolfgang, bitte... e Ordinary Events), o Theater Am GaertnerPlatz (Happy New Year), Groupe Grenade (Spotlight), Ballet du Nord (Ordinary Events), entre outros.
Em Portugal, criou ainda peças para o Ballet Gulbenkian (Lunar, o dia fragmentado (1997); Cartografias dos lugares comuns (1999); À Mesa em 15 Minutos (2000) e Monólogos do Oriente, tendo remontado para esta companhia Wolfgang, bitte..., e Flat Space Moving (1998). Para a Companhia Nacional de Bailado criou Come Together (2008) e Romeu e Julieta (2016).
Para a Companhia Instável, criou em 2006 Pure, que reuniu as peças Garden, With e Nest.
A sua actividade criativa pluridisciplinar tem-se traduzido em colaborações com outros autores (Contigo, peça de novo circo co-encenada por Rui Horta e João Paulo Santos e estreada no Festival d’Avignon em 2006); e em áreas como a música (Zoetrope, em colaboração com a banda Micro Audio Waves em 2009 ou Lágrimas de Saladino, com a Sociedade Antiga Filarmónica Montemorense “Carlista” (2010), a ópera, Flowering Tree, encenação da ópera de John Adams, Fundação Gulbenkian e Paint Me, encenação da ópera de Luís Tinoco e Stephen Plaice, Culturgest, ambas em 2010; e The Rakes Progress, para o Theater Basel (1999) e posteriormente para o Teatro Nacional S. Carlos, Lisboa, 2015); o cinema (Rugas, 2010); e o teatro, tais como Estado de Excepção (2012), Multiplex (2013) e Cabul (2015), peças em que estabeleceu uma forte cumplicidade com o actor Pedro Gil.
Actualmente, Rui Horta prepara uma criação para o Tanzteater Maiz (estreia em Mainz a 21 de Janeiro de 2017), um novo solo para ele próprio (estreia em Abril de 2017), a remontagem de Object Constant (estreia em Fevereiro de 2018) e uma nova produção de ópera com o libretista Stephen Plaice e o compositor Luís Tinoco (estreia em Setembro de 2018).

### Distinções
Rui Horta recebeu diversos prémios e condecorações,  para além de vários prémios atribuídos pela imprensa o seu trabalho dos anos 1990 foi considerado como herança da dança alemã (Deutsche Tanz Herbst):
- Primeiro prémio nos Rencontres Choréographiques Internationales de Bagnolet
- Bonnie Bird Award (1992)
- German Producers Prize (1999) atribuído de dois em dois anos por um júri de 14 directores de teatro para premiar trabalhos notáveis da cena independente de dança alemã
- Prémio ACARTE, da Fundação Calouste Gulbenkian (com a peça Pixel, 2001)
- Prémio Almada (2003), na área da "Dança", partilhado com a coreógrafa Olga Roriz, atribuído pelo Instituto das Artes (IA), do Ministério da Cultura, a par do compositor Álvaro Salazar (Música) e do encenador Jorge Silva Melo (Teatro) que declinaria o prémio.[7]
- Em 2008 foi feito Oficial da Ordem do Infante D. Henrique, em 6 de junho.[8]
- Em 2011 foi feito Chevalier de l’Ordre des Arts et des Lettres, a 10 de maio, em nome do Ministro da Cultura e da Comunicação francês.[9][10]

### Obras
- Hereux de s’asseoir (1997), para o Ballet du Grand Théâtre de Genève
- Flat Space Moving (1997), para o Cullberg Ballet
- Wolfgang, bitte..., S.O.A.P. Dance Theatre Frankfurt
- Object Constant (1997),  S.O.A.P. Dance Theatre Frankfurt
- Lunar (1997), para o Ballet Gulbenkian
- Linha (1998), Rui Horta & Friends
- Bones & Oceans (1998)
- Interiores (1999), Rui Horta & Friends
- Zeitraum (1999)
- Garden (1999), para o Nederlands Danstheater
- The Rakes Progress (1999), para o Theater Basel
- Cartografias dos lugares comuns (1999), para o Ballet Gulbenkian
- Blindspot (2000)
- À mesa em 15 minutos (2000), para o Ballet Gulbenkian
- Pixel (2001), Rui Horta Stageworks
- Olakala (2003), para a Companhia de Novo Circo francesa Les Arts Sauts
- SetUp (2005), Rui Horta Stageworks
- Pure (2006), para a Companhia Instável
- Contigo, com João Paulo Santos
- Scope (2007), Rui Horta Stageworks
- Great Originals (2007), para o Staats Theater Nurenberg
- Stream (2007), para a Malmö Opera
- Come together (2008), para a Companhia Nacional de Bailado
- Talkshow (2009)
- Zoetrope (2009), com Micro Audio Waves
- Lágrimas de Saladino (2010)
- Local Geographic (2010)
- Einstein Dreams (2010), pelo Ballet da Ópera de Gotenburgo
- Rugas (filme, 2010)
- 4’33’’ (Tributo a John Cage) (2010), com o Remix Ensemble/Casa da Música
- Flowering Tree (2010), encenação da ópera de John Adams, Fundação Gulbenkian, Lisboa
- Paint Me (2010), encenação da ópera de Luís Tinoco e Stephen Plaice, Culturgest, Lisboa
- Danza Preparata (2012)
- Estado de Excepção (2012)
- Multiplex (2013)
- Hierarquia das Nuvens (2014), Rui Horta Stageworks
- The Rakes Progress (2015), para o Teatro Nacional S. Carlos, Lisboa
- Cabul (2015)
- Romeu e Julieta (2016), para a Companhia Nacional de Bailado